# Тишин, Александр Метталинович
Александр Метталинович Тишин (род. 21 июля 1961, Урюпинск, Волгоградская область, СССР) — российский физик, д.ф.-м.н., профессор физического факультета МГУ им М. В. Ломоносова, заведующий кафедрой электромобильности и магнитных систем Физтех-школы радиотехники и компьютерных технологий Московского физико-технического института (МФТИ), председатель Технического комитета Росстандарта ТК428 «Магнитные материалы и изделия» с 2023 года по настоящее время. Вице-президент Магнитного общества РФ (МАГО) с 2000 г. по настоящее время. Входит в рейтинг наиболее цитируемых ученых мира по версии одного из старейших научных издательских домов мира Elsevier (рейтинг вычисляется по процентильному рангу 2 % или выше на основе нормированных показателей для конкретной области науки). Стоял у истоков создания группы компаний AMT&C.

## Биография
Отец — Тишин Метталин Петрович (24.01.1925 — погиб 25.05.1968), танкистом участвовал в Великой Отечественной войне, главный инженер автоколонны г. Урюпинска. Потомок хопёрских казаков Тишиных Петра Андреевича (21.12.1885-26.11.1965) и Варвары Кузьминичны (21.12.1897-26.04.1969). Сразу после революции бабушка Варвара Кузьминична была первым Председателем совета депутатов г. Урюпинска, водила конные походы казаков. Мать — Тишина Вера Александровна (27.09.1925-30.07.1979), дочь Маркова Александра Дмитриевича (30.08.1896-20.06.1980) и Александры Иосифовны (1903-23.11.1973). Вера Александровна работала зав. городского отдела народного образования Урюпинска, завучем и учителем математики сш. № 1. Дед — один из первых шоферов России. Получил права до революции 1917 г. Работал заведующим одного из гаражей в Петрограде. После пожара в гараже (двое рабочих разогревали солярку на костре) был обвинен во вредительстве. После ссылки работал шофером в Урюпинске. Участник боев в Финляндии и Великой Отечественной войны. Бабушка Александра Иосифовна (в девичестве Шубина) — воспитанница Смольного института, домохозяйка.
Александр был вторым ребёнком в семье. Брат Тишин Петр Метталинович 1958 г.р., программист, проживает в г. Одессе. Александр Тишин начал трудовой путь в 14 лет разнорабочим на мясоконсервном заводе г. Урюпинска. Выпускник школы-интерната ФМШ № 18 им А. Н. Колмогорова при МГУ (1978). Окончил физический факультет МГУ в 1984 году. Руководил Студенческим комитетом факультета. В университете в период перестройки в 1985 г. вступил в КПСС и оставался членом партии до августа 1991 г. В студенческие годы, до начала научной работы, был пионервожатым, бригадиром и комиссаром стройотрядов физфака МГУ в Петропавловске-Казахском и Архангельске, разгружал вагоны, работал вахтёром.

## Научная работа
В период 1980—2007 годов, занимал должности лаборанта, младшего научного сотрудника, ассистента, старшего преподавателя, доцента, ведущего научного сотрудника и заместителя декана. С января 2007 г. по настоящее время — профессор физического факультета МГУ. В 2000—2001 гг. работал Ames Laboratory как Visiting Scientist (Iowa State University, USA). В 1998—2000 г. в качестве Principal Investigator руководил проектами по разработке новых магнитных материалов для магнитной памяти в рамках грантов программы SBIR., В 1988 г. был досрочно отчислен из аспирантуры физического факультета МГУ в связи с защитой кандидатской диссертации. Ученая степень кандидата физико-математических наук присуждена решением Совета в МГУ им. М. В. Ломоносова и утверждена ВАК при Совете Министров СССР в 1988 г. Защитил докторскую диссертацию в 32 года. Работа А. М. Тишина заняла первое место на конкурсе научных работ молодых ученых МГУ в 1992 г. Ученая степень доктора физико-математических наук присуждена решением ВАК РФ в 1994 г. Ученое звание доцента по кафедре присвоено решением ГК РФ по высшему образованию в 1994 г. Ученое звание профессора по кафедре присвоено решением ВАК РФ в 2013 г. Стаж научно-педагогической работы Тишина А. М. составляет более 30 лет. Читает лекционные курсы: «Общая физика», «Наноразмерный магнетизм», «Актуальные проблемы физики конденсированного вещества». Подготовил 3-х кандидатов наук. На момент написания статьи Хирш фактор — 41. Имеет более 200 реферируемых публикаций (из них 2 книги и 3 главы в книгах изданы за рубежом), более 50 патентов, включая международные. В 2003 году издательством Institute of Physics Publishing (Bristol and Philadelphia) опубликована книга A.M. Tishin, Y.I. Spichkin The Magnetocaloric Effect and Its Applications. IOP Publishing, Ltd., 2003, 475 p, которая является одной из наиболее цитируемых публикаций физического факультета МГУ. С 2016 по 2018 гг. являлся председателем НТС АО «ПОЛИГОН». С 2016 г. по настоящее время — член редколлегии журнала «Инноватика и экспертиза»

## Общественная работа
А. М. Тишин являлся Соровским доцентом (1995—1998), сопредседателем секции Joint European Magnetic Symposia (Dresden, 2004), приглашенным членом докторского совета Института Ван-дер-Ваальса-Зеемана (Амстердамский университет, 2003), сопредседателем секции Объединённой европейской конференции по магнетизму (Дрезден, 2004), руководителем секции материалов Magnetic Cooling Working Party (Switzeland) (с момента создания до 2012). Входит в состав оргкомитета международной конференции по постоянным магнитам (Суздаль, 2009, 2011 и 2013), был главным редактором бюллетеня Магнитного общества России (МАГО) (2001—2012) и приглашенным редактором International Journal of Refrigeration (2013). Член редколлегии журнала «Нанотехнологии: разработка и применение». Рецензент статей для Nature, JMMM, J. Alloys and Compound; эксперт ГК Роснано. Длительное время являлся членом Американского и Европейских физических обществ. Работал председателем и заместителем председателя комиссии по Общежитиям Ректората МГУ. Был руководителем жилищной комиссии профкома МГУ. Представитель РФ в Scientific Committee of the IIR Working Group on Solid-State Cooling and Heating с 2022 г. Член секции магнетизма Объединённого совета РАН по физике конденсированных сред. Член научно-редакционной коллегии (НРК) модуля «Физические науки» энциклопедического портала «Знания», 2022.

## Личная жизнь
Женат дважды. Воспитал двух дочерей Елизавету и Полину. Елизавета закончила Экономический факультет МГУ им М. В. Ломоносова, Полина закончила St. Clare’s College, Oxford и University College London.